# Lamin Diallo
Lamin Diallo, slovenski nogometaš, * 31. avgust 1991, Ljubljana. 

## Življenjepis
Lamin je nekdanji mladinski reprezentant Slovenije. Igra lahko na vseh branilskih položajih, najbolje pa se znajde kot osrednji branilec. Leta 2016 je bil član Šenčurja, ki igra v slovenski drugi ligi. Zbral je 61 prvoligaških nastopov, na katerih je zabil šest golov. Njegov oče prihaja iz Gvineje, dežele v severozahodni Afriki, mama pa je Slovenka. Ima tudi starejšega brata z imenom Thierno (rojenega 1975) in sestro  z imenom Dalanda (rojena 1981).   Lamin je bil igralec v filmu  Rezervni deli in je sovoditelj v mladinski TV oddaji Žogarija. 